# 中国人民解放军陆军编制序列
中国人民解放军陆军编制序列，俗稱陸軍番號，旨在列举中国人民解放军陆军各部的编制序列沿革及各时期变化。
1948年11月1日，中共中央军委下发了《关于统一全军组织及部队番号的规定》，规定军的番号排列数目为70个军。1948年11月至1952年10月，共组建67个军。第五十六军、五十七军、五十九军一直没有组建过。后经历次改编，现有13个集团军。

## 历史

### 创制
中国人民解放军陆军是在中国工农红军、八路军、新四军、东北抗日联军等武装部队的基础上发展起来的。1948年11月1日，中央军委颁发《关于全军组织及部队番号的规定》，命令各野战军所辖纵队改称军，并规定军的番号排列数目为70个军。1948年11月至1952年10月，中国人民解放军共组建67个军。第五十六军、五十七军、五十九军一直没有组建过。
由于当时仍处于第二次国共内战期间，各陆军隶属于五大野战军：第一野战军、第二野战军、第三野战军、第四野战军和华北军区野战军。
| 野战军               | 司令员                                                                   | 政治委员                                           | 兵团/直属    | 首任兵团司令 | 首任兵团政委 | 下属部队                                                |
| -------------------- | ------------------------------------------------------------------------ | -------------------------------------------------- | ------------ | ------------ | ------------ | ------------------------------------------------------- |
| 第一野战军（9个军）  | 总司令：彭德怀 元帅 副司令员：张宗逊 上将 赵寿山                         | 政委：彭德怀兼 副政委兼政治部主任：甘泗淇 上将     | 第一兵团     | 王震 上将    | 王震 上将    | 第一军、第二军、第七军                                  |
| 第一野战军（9个军）  | 总司令：彭德怀 元帅 副司令员：张宗逊 上将 赵寿山                         | 政委：彭德怀兼 副政委兼政治部主任：甘泗淇 上将     | 第二兵团     | 许光达 大将  | 王世泰       | 第三军、第四军、第六军                                  |
| 第一野战军（9个军）  | 总司令：彭德怀 元帅 副司令员：张宗逊 上将 赵寿山                         | 政委：彭德怀兼 副政委兼政治部主任：甘泗淇 上将     | 第二十二兵团 | 陶峙岳 上将  | 王震 上将    | 第五军、第九军                                          |
| 第一野战军（9个军）  | 总司令：彭德怀 元帅 副司令员：张宗逊 上将 赵寿山                         | 政委：彭德怀兼 副政委兼政治部主任：甘泗淇 上将     | 直属部队     |              |              | 第八军                                                  |
| 第二野战军（10个军） | 司令员：刘伯承 元帅                                                      | 政委：邓小平                                       | 第三兵团     | 陈锡联 上将  | 谢富治 上将  | 第十军、第十一军、第十二军                              |
| 第二野战军（10个军） | 司令员：刘伯承 元帅                                                      | 政委：邓小平                                       | 第四兵团     | 陈赓 大将    | 陈赓 大将    | 第十三军、第十四军、第十五军                            |
| 第二野战军（10个军） | 司令员：刘伯承 元帅                                                      | 政委：邓小平                                       | 第五兵团     | 杨勇 上将    | 苏振华 上将  | 第十六军、第十七军、第十八军                            |
| 第二野战军（10个军） | 司令员：刘伯承 元帅                                                      | 政委：邓小平                                       | 直属部队     |              |              | 第十九军                                                |
| 第三野战军（16个军） | 司令员：陈毅 元帅 副司令员 代司令员兼代政委（1948.5-1949.4）： 粟裕 大将 | 政委：陈毅兼 第一副政委：谭震林 第二副政委：粟裕兼 | 第七兵团     | 王建安 上将  | 谭启龙       | 第二十一军、第二十二军、第二十三军、第三十五军          |
| 第三野战军（16个军） | 司令员：陈毅 元帅 副司令员 代司令员兼代政委（1948.5-1949.4）： 粟裕 大将 | 政委：陈毅兼 第一副政委：谭震林 第二副政委：粟裕兼 | 第八兵团     | 陈士 上将    | 袁仲贤       | 第二十四军、第二十五军、第二十六军、第三十四军          |
| 第三野战军（16个军） | 司令员：陈毅 元帅 副司令员 代司令员兼代政委（1948.5-1949.4）： 粟裕 大将 | 政委：陈毅兼 第一副政委：谭震林 第二副政委：粟裕兼 | 第九兵团     | 宋时轮 上将  | 郭化若 中将  | 第二十军、第二十七军、第三十军、第三十三军              |
| 第三野战军（16个军） | 司令员：陈毅 元帅 副司令员 代司令员兼代政委（1948.5-1949.4）： 粟裕 大将 | 政委：陈毅兼 第一副政委：谭震林 第二副政委：粟裕兼 | 第十兵团     | 叶飞 上将    | 韦国清 上将  | 第二十八军、第二十九军、第三十一军、第三十二军          |
| 第四野战军（19个军） | 司令员：林彪 元帅                                                        | 政委：罗荣桓 元帅 第二政委：邓子恢                 | 第十二兵团   | 萧劲光 大将  | 萧劲光 大将  | 第四十军、第四十五军、第四十六军                        |
| 第四野战军（19个军） | 司令员：林彪 元帅                                                        | 政委：罗荣桓 元帅 第二政委：邓子恢                 | 第十三兵团   | 程子华       | 萧华 上将    | 第三十八军、第四十七军、第四十九军                      |
| 第四野战军（19个军） | 司令员：林彪 元帅                                                        | 政委：罗荣桓 元帅 第二政委：邓子恢                 | 第十四兵团   | 刘亚楼 上将  | 莫文骅 中将  | 第三十九军、第四十一军、第四十二军                      |
| 第四野战军（19个军） | 司令员：林彪 元帅                                                        | 政委：罗荣桓 元帅 第二政委：邓子恢                 | 第十五兵团   | 邓华 上将    | 赖传珠 上将  | 第四十三军、第四十四军、第四十八军                      |
| 第四野战军（19个军） | 司令员：林彪 元帅                                                        | 政委：罗荣桓 元帅 第二政委：邓子恢                 | 第二十一兵团 | 陈明仁 上将  | 唐天际 中将  | 第五十二军、第五十三军                                  |
| 第四野战军（19个军） | 司令员：林彪 元帅                                                        | 政委：罗荣桓 元帅 第二政委：邓子恢                 | 直属部队     |              |              | 第五十军、第五十一军 第五十四军、第五十五军、第五十八军 |
| 华北野战军（13个军） | 司令员：聂荣臻 元帅 副司令员：徐向前 元帅 第二副司令员：滕代远           | 总政委：薄一波                                     | 第十八兵团   | 徐向前 元帅  | 徐向前 元帅  | 第六十军、第六十一军、第六十二军                        |
| 华北野战军（13个军） | 司令员：聂荣臻 元帅 副司令员：徐向前 元帅 第二副司令员：滕代远           | 总政委：薄一波                                     | 第十九兵团   | 杨得志 上将  | 罗瑞卿 大将  | 第六十三军、第六十四军、第六十五军                      |
| 华北野战军（13个军） | 司令员：聂荣臻 元帅 副司令员：徐向前 元帅 第二副司令员：滕代远           | 总政委：薄一波                                     | 第二十兵团   | 杨成武 上将  | 李井泉       | 第六十六军、第六十七军、第六十八军                      |
| 华北野战军（13个军） | 司令员：聂荣臻 元帅 副司令员：徐向前 元帅 第二副司令员：滕代远           | 总政委：薄一波                                     | 第二十三兵团 | 董其武 上将  | 高克林       | 第三十六军、第三十七军                                  |
| 华北野战军（13个军） | 司令员：聂荣臻 元帅 副司令员：徐向前 元帅 第二副司令员：滕代远           | 总政委：薄一波                                     | 直属部队     |              |              | 第六十九军、第七十军                                    |

### 变革
从中国人民解放军建军至2003年，人民解放军先后进行了10次大裁军，成建制裁减军的建制。
中华人民共和国成立后，由于国内战事减少，解放军开始逐步进行大规模地裁军，亦对陆军改编为地方武装、预备役兵团、海军、空军部队等，当时中国人民解放军全军共有550万兵力。1950年代，中国人民解放军兵团建制全部取消，军一级单位直接隶属大军区领导。
| 次数     | 时间段         | 整编前总数 | 整编后总数                  | 详情 |
| -------- | -------------- | ---------- | --------------------------- | --- |
| 第一次   | 1949年至1950年 | 550万      | 440万（预计） 627万（实际） | 至1950年底，人民解放军完成复员任务约60万人，陆军缩减2个兵团部、9个军部、27个师部，共94万余人。而朝鲜战争爆发、中国人民志愿军介入使得裁军计划中止，相反，解放军进行大量扩军。1951年年底，全军总人数达到627万人。                                        |
| 第二次   | 1952年         | 627万      | 425万                       | 1952年，中央军委批准《军事整编计划》并着手裁军。至1952年10月底，解放军精简了19个军部和72个师，计200万人；步兵减至168万人，占陆军总数84.65%，特种兵人数增至30万人，占15.35%。陆军初步开始由分块领导向集中统一领导、从单一步兵体制向诸兵种合成体制转变。 |
| 第三次   | 1953年至1954年 | 420万      | 350万                       | 1954年3月，中国人民解放军总政治部发布《关于1954年军队整编、转业、复员工作的指示》；5月，人民革命军事委员会和政务院又发出《关于处理军队干部转业建设的联合指示》。1955年底，全军总兵力在原来基础上精简了23.3%。其中陆军精简了29%。                       |
| 第四次   | 1956年-1957年  | 383万      | 240万                       | 1957年1月，中央军委召开扩大会议通过《关于裁减军队数量加强质量的决定》，确定全军总人数再裁减1/3，即从383万人裁减130万左右，保持250万人或者更少一些的常备部队。1958年底，1个军部、46个师、30余所院校被裁减，实际总兵力减至240万人。                      |
| 第五次   | 1975年-1976年  |            |                             | 1975年6月24日至7月15日，中央军委召开军委扩大会议，并制定《关于压缩军队定额、调整编制体制和安排超编干部的决定》，到1976年，全军总人数比1975年减少13.6%。后因文化大革命期间邓小平下台而停止。                                                            |
| 第六次   | 1977年-1979年  |            |                             | 文化大革命结束，中央军委在1977年底召开的全体会议上通过了《关于军队编制体制的调整方案》。 |
| 第七次   | 1980年         |            | 400余万                     | 1980年3月，中央军委召开常委扩大会议通过《关于军队精简整编的方案》，中国军队总员额减至400余万人，国防费在国家财政支出中的比例由1979年的17.37%减至1984年的10.63%。                                                                                       |
| 第八次   | 1985年-1987年  | 400万      | 300万                       | 1985年6月，军委扩大会议通过《军队体制改革、精简整编方案》，宣布裁军100万人。 |
| 第九次   | 1997年-1999年  | 300万      | 250万                       | 1997年9月12日，中国共产党第十五次全国代表大会召开并决定，在80年代裁减军队员额100万的基础上，再裁减军队员额50万。1999年年底，裁军50万的任务已经完成。                                                                                                   |
| 第十次   | 2003年-2005年  | 250万      | 230万                       | 2003年6月23日，中央军委制定和印发了《2005年前军队体制编制调整改革总体方案》。2005年年底，中国完成裁军20万任务，军队规模现保持230万人。 |
| 第十一次 | 2015年-2018年  | 230万      | 200万                       | 2015年9月3日纪念中国人民抗日战争暨世界反法西斯战争胜利70周年大会上，中央军委主席习近平宣布，将裁军30万人。此后，正式组建了中国人民解放军陆军领导机关。2017年4月，原陆军18个集团军调整为第71至第83共13个集团军。                                        |

### 沿革表
| 番号                              | 隶属                               | 首任军长                 | 首任政治委员                 | 初始配置                           | 现状编制                                                                                             | 参与战役事件 | 备注 |
| --------------------------------- | ---------------------------------- | ------------------------ | ---------------------------- | ---------------------------------- | --- | --- | --- |
| 第一军 （陆军第一集团军）         | 第一野战军 第一兵团 现南京军区     | 贺炳炎 上将              | 廖汉生 中将                  | 第1师 第2师 第3师                  | 两栖机械化步兵第1师 两栖装甲第10师 炮兵第9师 摩托第3旅 独立导弹防空旅 独立蓝军团                     | 延安保卫战·青化砭战役·羊马河战役·蟠龙战役·陇东战役·榆林战役·陕中战役·青海战役·朝鲜战争第五次战役·两山战役 | 1990年，辖有第1、第2、第3师及原第60军181师共计4个步兵师，此外亦有坦克第10师、炮兵第9师和高炮旅。1987年组建“蓝军团”。1996年，原第2师、第181师被改编为中国人民武装警察部队机动师（武警第二师、武警第一八一师）。1998年后，第3师改编为摩托化步兵旅，第1师被改编为两栖机械化步兵师，坦克第10师与高炮旅也分别被改编为两栖装甲师和独立导弹防空旅。 |
| 第二军                            | 第一野战军 第一兵团                | 王震 上将                | 王震 上将                    | 第4师 第5师 第6师                  | 已撤                                                                                                 | 宜川战役·陕中战役·吕梁战役·汾孝战役·运城战役·兰州战役 | 1953年3月番号撤销。军部整编为南疆军区，第4师编制保留，第5、第6师整编为新疆农业建设第1师、第2师。 |
| 第三军                            | 第一野战军 第二兵团                | 许光达 大将              | 朱明 中将                    | 第7师 第8师 第9师                  | 已撤                                                                                                 | 绥远战役·榆林战役·宜川战役·洛川战役·扶郿战役·兰州战役 | 1952年6月第3军与第1军合并，第3军番号撤销。第7、第9师合编为第1军第7师。第9师师部改编为中国人民解放军炮兵第15师师部。第8师与第1军第2师合编。 |
| 第四军                            | 第一野战军 第二兵团                | 王世泰                   | 张仲良                       | 第10师 第11师 第12师               | 已撤                                                                                                 | 宜川战役·洛川战役·陕中战役·扶郿战役·兰州战役 | 1952年6月，第4军番号撤销。军部改编为中央军委城防高射炮兵学校，其部队编入第11师；第12师改编为铁路公安部队第20师。 |
| 第五军                            | 第一野战军                         | 法铁依·伊凡诺维奇·列斯肯 | 顿星云 中将                  | 第13师 第14师 第15师               | 已撤                                                                                                 | | 1950年由原新疆民族军改编。1952年3月，由第2、第6军抽调部队组建第15师。1953年5月，由第13师组建喀什军分区，第14、第15师改编为农建第3师、第4师。1954年10月，第5军军部改编为新疆哈萨克自治区军区（后改为伊犁军区），第5军番号即予撤销。 |
| 第六军                            | 第一野战军 第二兵团                | 罗元发 中将              | 徐立清 中将                  | 第16师 第17师 第18师               | 已撤                                                                                                 | 宜川战役·洛川战役·陕中战役·兰州战役 | 1949年6月初，在晋南运城组建第18师补充到第6军。中旬，第6军编入第2兵团。10月，第18师进驻西安，脱离第6军建制。11月初，第6军向新疆进军。1953年5月，奉西北军区命令，军部与西北军区航空处合编为西北军区空军。第16、第17师改编为新疆生产建设兵团第5师、第6师。第6军番号即行撤销。 |
| 第七军                            | 第一野战军 第一兵团                | 彭绍辉 上将              | 孙志远                       | 第19师 第20师 第21师               | 已撤                                                                                                 | 太原戰役 扶郿战役 陕南战役 天水战役 | 1951年10月5日，第7军番号撤销。军部一部充实第一高级学校，另一部与西北军区航空处合并组成西北军区空军司令部。1952年8月，第19师改编为空军第16师。 |
| 第八军                            | 第一野战军                         | 姚喆 中将                | 缺                           | 第22师 第23师 第24师               | 已撤                                                                                                 | 察绥战役 大同战役 | 1949年5月29日，第8军奉命与绥蒙军区合并为绥远军区，划归华北军区建制。第8军番号即行撤销。 |
| 第九军                            | 第一野战军 第二十二兵团            | 赵锡光                   | 张仲瀚                       | 第25师 第26师 第27师               | 已撤                                                                                                 | | 1949年9月，国民革命军整编第42师发动新疆起义，改编为中国人民解放军第9军，隶属第22兵团建制。1952年4月，第9军军部与第22兵团兵团部合并，由第22兵团兵团部兼第9军军部。11月，第9军番号撤销。1953年5月，原第9军3个师依次改编为新疆生产建设兵团第7、第8、第9师。 |
| 第十军                            | 第二野战军 第三兵团                | 杜义德 中将              | 王维纲                       | 第28师 第29师 第30师               | 已撤                                                                                                 | 百团大战 上党战役 定陶战役 鄄城战役 滑县战役 豫北战役 鲁南战役 宛东战役 淮海战役 渡江战役 成都战役 | 1952年2月，第10军与川南军区分开，同时第29师调归第15军建制，第62军第184师调归第10军建制。1952年4月25日，第10军军部和第 30师调归海军，第28师调归第23兵团，第184师调归装甲兵和华北军区，该军番号撤销。 |
| 第十一军                          | 第二野战军 第三兵团                | 曾绍山 中将              | 鲍先志 中将                  | 第31师 第32师 第33师               | 已撤                                                                                                 | 上党战役 邯郸战役 定陶战役 鄄城战役 滑县战役 豫北战役 鲁南战役 张家店战役 宛东战役 豫东战役 淮海战役 渡江战役 重庆战役 成都战役 两山战役 | 1952年10月，新建第11军军部及直属队奉命在浙江杭州组建空5军。除第182师改铁道兵外，第32师调归16军。第33师调归第26军建制。1969年，第11军又以昆明军区部队在云南大理重建。辖第31师（原驻贵州第49师）、第32师、第33师。1985年又被撤销，第31师、第32师改归第14集团军，第33师撤销。 |
| 第十二军 （陆军第十二集团军）     | 第二野战军 第三兵团 现南京军区     | 王近山 中将              | 王近山 中将                  | 第34师 第35师 第36师               | 装甲第2师 摩托第34旅 摩托第36旅 摩托第179旅 独立炮兵旅 独立高炮旅                                    | 陇海战役 定陶战役 巨野战役 鄄南战役 滑县战役 巨金鱼战役 豫北战役 鲁南战役 高山铺战役 襄樊战役 淮海战役 渡江战役 重庆战役 成都战役 朝鲜战争第五次战役 上甘岭战役 两山战役                                                                         | 1985年第12军改编为第12集团军，辖第34师，第36师，撤销第35师，原属第60军的第179师改属该集团军，并编入坦克第2师、炮兵旅和高炮旅。1998年后，第34师改为摩步旅，179师改为摩步旅，坦克第2师改编为装甲师。2003年，36师改为摩步旅。 |
| 第十三军 （陆军第十三集团军）     | 第二野战军 第四兵团 现成都军区     | 周希汉 中将              | 刘有光 少将                  | 第37师 第38师 第39师               | 混编装甲第37师 混编装甲第149师 独立装甲步兵旅 独立炮兵旅 独立高炮旅                                  | 百团大战 上党战役 闻夏战役 同蒲战役 临浮战役 汾孝战役 洛阳战役 宛西战役 宛东战役 豫东战役 淮海战役 渡江战役 滇南战役 朝鲜战争 中印边境战争 中越战争 两山战役                                                                                     | 1985年，组建第13集团军，下辖第37、38师，原第50军裁减撤编，其149师编入13集团军序列，增编独立坦克旅、独立炮兵旅和独立高炮旅；1996年，第38步兵师改编为武警机动师（武警第三十八师）；1998年后，独立坦克旅改编为装甲步兵旅。 |
| 第十四军 （陆军第十四集团军）     | 第二野战军 第四兵团 现成都军区     | 李成芳 中将              | 雷荣天                       | 第40师 第41师 第42师               | 炮兵第4旅 混编装甲第31师 混编装甲第40师 独立装甲步兵旅 独立高炮旅                                    | 百团大战 沁源围困战 上党战役 闻夏战役 同蒲战役 临浮战役 吕梁战役 汾孝战役 洛阳战役 宛西战役 宛东战役 淮海战役 渡江战役 南昌战役 赣南战役 广东战役 两山战役                                                                                       | 原山西新军抗日决死第一旅，后改为经晋冀鲁豫军区第4纵队，随后改为第二野战军第4纵队。1985年组建14集团军，下辖步兵第31、32、40、41师，增编独立坦克旅、炮兵第4师和独立高炮旅；1996年裁军，第32师改编为云南省军区陆军预备役师，第41步兵师改编为成都军区武警机动师（武警第四十一师），脱离集团军编制。1998年后，独立坦克旅改编为装甲步兵旅。2003年，炮兵第4师缩编为炮兵第4旅。 |
| 第十五军 （空降兵第十五军）       | 第二野战军 第四兵团 现中央军委空军 | 秦基伟 上将              | 谷景生 少将                  | 第43师 第44师 第45师               | 空降兵第43师 空降兵第44师 空降兵第45师                                                               | 豫北战役 清道战役 豫西战役 郑州战役 淮海战役 渡江战役 广西战役 西昌战役 朝鲜战争第五次战役 上甘岭战役 | 前身为原陆军第15军和空降兵师。1950年12月，空军陆战第1旅改编为空军陆战第1师，1955年又改为伞兵师，1957年4月28日，改为中国人民解放军空降兵师。1961年，第15军改编为空降兵军，同时空降兵师划归该军建制，组成空降兵第15军。1993年1月，由广州军区空军划归军委空军直接建制领导。 |
| 第十六军 （陆军第十六集团军）     | 第二野战军 第五兵团 现沈阳军区     | 尹先炳 大校              | 王辉球 中将                  | 第46师 第47师 第48师               | 装甲第4旅 摩托步兵第46师 摩托步兵第48旅 摩托步兵第68旅 摩托步兵第69师 机械化步兵笫67旅 独立高炮旅    | 热东战役 绥东战役 张怀战役 鲁西南战役 高山铺战役 郑州战役 淮海战役 渡江战役 贵阳战役 成都战役 朝鲜战争 珍宝岛事件 | 1985年，组建为16集团军，下辖守备第10师、步兵第32、46、47、48师，增编坦克第4师、炮兵第10师、独立反坦克旅和独立高炮旅。1992年，守备第10师裁减撤编。1998年后，第47步兵师改编为吉林省军区陆军预备役师，脱离集团军编制；第139团编入第46师编制；第48师改编为摩托步兵第48旅，坦克第4师改编为装甲步兵第4师。2003年，原陆军第23集团军裁减撤编，其摩托步兵第68旅、第69师编入第16集团军序列，炮兵第10师改编为炮兵第10旅、独立反坦克旅改编为吉林省军区陆军预备役师，脱离集团军编制序列。                                                         |
| 第十七军                          | 第二野战军 第五兵团                | 王秉璋 中将              | 赵健民                       | 第49师 第50师 第51师               | 已撤                                                                                                 | 陇海战役 平汉战役 淮海战役 渡江战役 滇南战役 | 1949年2月，中原野战军第11纵队及冀鲁豫部队一部在河南项城地区合编组成。1950年3月，军部兼贵州军区安顺军分区，第49师兼兴仁军分区，第50师兼镇远军分区，第51师兼都均军分区。1952年3月17日，番号撤销。1968年8月26日，武汉军区在湖北孝感重建第17军。1969年军部移至河南信阳，1973年2月9日再撤。 |
| 第十八军                          | 第二野战军 第五兵团                | 张国华 中将              | 谭冠三 中将                  | 第52师 第53师 第54师               | 已撤                                                                                                 | 豫东战役 淮海战役 湘赣战役 衡宝战役 成都战役 昌都战役 | 1949年2月，豫皖苏军区机关及其独立旅和各军分区基干团、中原野战军第1纵队第20旅组建为第18军。1951年，兼任西藏军区，驻拉萨。次年撤销番号。 |
| 第十九军                          | 第二野战军直属                     | 刘金轩 中将              | 第一政委： 张邦英 政委：汪锋 | 第55师 第57师                      | 已撤                                                                                                 | 百团大战 上党战役 白晋线战役 吕梁战役 汾孝战役 陇海战役 宛西战役 襄樊战役 陕南战役 | 1949年5月1日，陕南军区所属第12旅、第17师于湖北郧阳县改编为中国人民解放军第19军，隶属第2野战军。1950年底，陕南军区撤销，第19军移防西安兼陕西军区。1952年7月1日，第19军军部改编为陕西军区，第55师调归西北军区领导，第57师改编为中国人民解放军石油工程第1师。第19军及其所属师、团番号同时撤销。1969年第19军又以兰州军区部队在甘肃重建。辖第55师、第56师、第57师。1976年6月，武汉军区第49师与第56师合并（仍为第56师）。1985年第19军又被撤销，第55师改归第21集团军。第56师改归第47集团军。                                                |
| 第二十军 （陆军第二十集团军）     | 第三野战军 第九兵团 现济南军区     | 刘飞 中将                | 陈时夫                       | 第58师 第59师 第60师               | 机械化步兵第58旅 摩托步兵第60旅 独立装甲步兵旅 独立炮兵旅 独立高炮旅                                 | 津浦战役 宿北战役 中原突围 莱芜战役 孟良崮战役 鲁南战役 陇海战役 豫东战役 济南战役 淮海战役 渡江战役 郎广战役 上海战役 抗美援朝第二次战役 抗美援朝第三次战役 抗美援朝第四次战役 抗美援朝第五次战役 一江山岛战役 中越战争 六四事件 汶川大地震救灾 | 1945年11月10日，从苏浙皖边区北撤的新四军苏浙军区第2、第4纵队和苏中军区教导旅，在江苏省涟水组成新四军第1纵队。1949年组编为中国解放军第20军，隶属第三野战军第9兵团。1985年，组建第20集团军时，下辖步兵第58、60师，原第43军裁减撤编，其步兵第128师编入20集团军序列，增编坦克第11师、独立炮兵旅和独立高炮旅。1996年，步兵第128师改编为济南军区武警机动师（武警第一二八师），脱离集团军编制。1998年后，步兵第58师改编为机械化步兵第58旅，坦克第11师改编为装甲步兵、与陆军第54集团军的独立装甲步兵旅对调，步兵第60师改编为摩托步兵第60旅。 |
| 第二十一军 （陆军第二十一集团军） | 第三野战军 第七兵团 现兰州军区     | 滕海清 中将              | 康志强 中将                  | 第61师 第62师 第63师               | 装甲步兵第12师 炮兵第15旅 步兵第61师 独立高炮旅                                                      | | 1985年，组建集团军，下辖第61、63师，原陆军第19军裁减撤编，其第55师编入第21集团军编制系列，增编坦克第12师、炮兵第15旅和独立高炮旅。1996年，第63师改编为兰州军区武警机动师（武警第六十三师），脱离第21集团军编制。1998年后，坦克第12师改编为装甲步兵第12师，步兵第55师改编为摩托步兵第55旅。2003年，摩托步兵第55旅编入陆军第47集团军编制系列。 |
| 第二十二军                        | 第三野战军 第七兵团                | 孙继先 中将              | 丁秋生 中将                  | 第64师 第65师 第66师               | | | 1951年第66师撤销，组建空10师和空12师。1958年2月，第64师、第65师1958年改编为舟嵊要塞区部队，22军番号撤销。 |
| 第二十三军                        | 第三野战军 第七兵团                | 陶勇 中将                | 卢胜 中将                    | 第67师 第68师 第69师               | | | 1985年，组建第23集团军，辖第67、68、69师，并编入坦克旅、炮兵旅和高炮旅以及守备第5、第7师（1992年撤销）。1998年第67、第68师分别改编为步兵旅和摩步旅，坦克旅改编为装甲旅。2003年，第23集团军撤编，原属23集团军的69师、68旅改归第16集团军。 |
| 第二十四军                        | 第三野战军 第八兵团                | 王必成 中将              | 廖海光 少将                  | 第70师 第71师 第72师               | | | 1985年，组建第24集团军，下辖步兵第70、72师，并编入坦克旅、炮兵旅和高炮旅以及守备第4旅。1992年，守备第5旅和守备第7旅撤销，原属天津警备区的坦克第1师划归该集团军。1998年，步兵第72师与唐山预备役师合并，组成河北省预备役高炮师。坦克第1师改为装甲师；天津警备区摩步第196旅划入24集团军建制。2003年陆军第24集团军撤销，步兵第70师缩编为步兵第70旅与装甲1师改隶陆军第65集团军建制。 |
| 第二十五军                        | 第三野战军 第八兵团                | 成钧 中将                | 黄火星 中将                  | 第73师 第74师 第75师               | | | 1952年7月，第25军军部及第75师师部调归空军，第73师调归第23军，第74师、75师223团调归第24军。第74师221团机关、75师224、225团机关调归江苏军区和福建军区，第25军番号撤销。 |
| 第二十六军 （陆军第二十六集团军） | 第三野战军 第九兵团                | 张仁初 中将              | 王一平                       | 第76师 第77师 第78师               | 装甲第8师 摩托步兵第77旅 摩托步兵第139旅 摩托步兵第199旅 军属直升机团 军属特种兵大队                 | | 1985年，26军改组为第26集团军，下辖步兵第76、77师，原第46军裁减撤编，其高炮第137旅、步兵第138师、139师编入第26集团军编制。1992年，增编炮兵第8师。1998年后，步兵第77师改编为摩托步兵第77旅，步兵第76师改编为山东省军区陆军预备役师，脱离集团军编制，原第67军裁减撤编，其装甲第8师、第199师、第200师编入第26集团军序列。2003年，步兵第139、199师分别改编为摩托步兵第139、199旅，步兵第200旅裁减撤编，炮兵第8师改编为装甲第8师，增编军属直升机团和军属特种兵大队。                                                                       |
| 第二十七军 （陆军第二十七集团军） | 第三野战军 第九兵团                | 聂凤智 中将              | 刘浩天 中将                  | 第79师 第80师 第81师               | 摩托步兵第80旅 摩托步兵第82旅 机械化步兵第188旅 摩托步兵第235旅 独立装甲步兵旅 独立炮兵旅 独立高炮旅 | | 1985年，27军改组为第27集团军，下辖步兵第79、80、81师，增编独立坦克旅、独立炮兵旅和独立高炮旅。1996年，步兵第81师改编为北京军区武警机动师（武警第八十一师），脱离集团军编制。1998年后，第79师改编为摩托步兵第235旅，第80师改编为摩托步兵第80旅，独立坦克旅改编为装甲步兵旅。2003年，原陆军第63集团军裁减撤编，其摩托步兵第82、188旅、独立装甲步兵旅编入第27集团军序列，摩托步兵第188旅改编为机械化步兵第188旅。 |
| 第二十八军                        | 第三野战军 第十兵团                | 朱绍清 少将              | 陈美藻 少将                  | 第82师 第83师 第84师               | 已撤                                                                                                 | | 1985年，组建第28集团军，下辖步兵第82、83师。1998年第28集团军撤消，步兵第82师改归第63集团军建制。第83师改编为山西省陆军预备役第83师。 |
| 第二十九军                        | 第三野战军 第十兵团                | 胡炳云 少将              | 张藩 中将                    | 第85师 第86师 第87师               | 已撤                                                                                                 | | 1950年11月18日，第29军军部改编为军委铁道公安司令部。第86师调归军委空军。第85师改归福建军区为水兵第1师。1952年，第87师改为公安第13师。1969年，第29军又以福州军区部队在福建重建，辖第85师、第86师（原第26军76师）、第87师。1985年第29军又被撤销，第86师改归第31集团军，第85师、第87师都改为海防师。 |
| 第三十军                          | 第三野战军 第九兵团                | 谢振华 少将              | 李干辉                       | 第88师 第89师 第90师               | 已撤                                                                                                 | | 1950年1月，第30军军部调归海军，所属第88、第89、第90师分别调归第26、第20、第27军建制，第30军番号撤销。 |
| 第三十一军 （陆军第三十一集团军） | 第三野战军 第十兵团                | 周志坚 中将              | 陈华堂 少将                  | 第91师 第92师 第93师               | 步兵第86师 步兵第91师 摩托步兵第92旅 独立两栖装甲步兵旅 独立炮兵旅 独立导弹防空旅                    | | 1985年，组建陆军第三十一集团军，下辖步兵第91、92、93师，原陆军第29军裁减撤编，其步兵第86师编入31集团军序列，增编独立坦克旅、炮兵第3旅和独立高炮旅。1996年，步兵第93师改编为南京军区武警机动师（武警第九十三师），脱离集团军编制系列；1998年后，独立坦克旅改编为水陆两栖装甲步兵旅，步兵第92师改编为摩托步兵第92旅，独立高炮旅改编为导弹防空旅。 |
| 第三十二军                        |                                    | 谭希林 中将              | 彭林 中将                    | 第94师 第95师                      | 已撤                                                                                                 | | 1950年1月，组建第96师。11月，第32军番号撤销，军机关大部组建重建的第8兵团兵团部，第94师调归第27军建制，第95师调归军委空军，第96师调归福建军区建制。 |
| 第三十三军                        | 第三野战军 第九兵团                | 张克侠                   | 韩念龙                       | 第97师 第98师 第99师               | 已撤                                                                                                 | | 1949年7月，第34军第100师归第33军建制。1950年11月，第33军改编为华东公安部队兼淞沪警备司令部，第97、98、99、100师依次改编为公安第14、15、16、17师，第33军番号撤销。 |
| 第三十四军                        | 第三野战军 第八兵团                | 何基沣                   | 赵启民 中将                  | 第100师 第101师 第102师            | 已撤                                                                                                 | | 1949年7月，军机关兼南京警备司令部，第100师调归第33军建制。11月，第101师调归第10兵团。12月，第102师师部调归第三野战军特种兵纵队。1950年1月，第3野战军教导师6个团调归第34军兼南京警备司令部建制。同时，军机关一部组建华东军区航空处。11月，军机关及其余部队改编为华东公安第13师。第34军番号遂撤销。 |
| 第三十五军                        | 第三野战军 第7兵团                 | 吴化文                   | 何克希 少将                  | 第103师 第104师 第105师            | 已撤                                                                                                 | 渡江战役 | 1950年1月，第35军军部调归海军，所辖三个师分别调归浙江军区并兼衢州军分区、绍兴军分区和杭州警备区，第35军番号撤销。 |
| 第三十六军                        | 华北野战军 第二十三兵团            | 刘万春                   | 康健民 少将                  | 第106师 第107师 第108师 暂编骑兵旅 | 已撤                                                                                                 | | 1952年2月，第36军军部与第37军军部一起调归中央财委编为建筑工程部，第107师与第37军第110师合编为第107师，第108师编为学习团直属兵团领导。其他部队编为建筑工程部队。第36军番号撤销。 |
| 第三十七军                        | 华北野战军 第二十三兵团            | 张世珍 少将              | 帅荣 少将                    | 第109师 第110师 第111师 暂编骑兵旅 | 已撤                                                                                                 | | 1952年2月，第37军军部与第36军军部一起调归中央财委编为建筑工程部，第110师与第36军第107师合编为第107师，直属兵团领导。其他部队编为建筑工程部队。第37军番号撤销。 |
| 第三十八军 （陆军第三十八集团军） | 第四野战军 第十三兵团              | 李天佑 上将              | 梁必业 中将                  | 第112师 第113师 第114师 第151师    | 装甲步兵第6师 炮兵第6旅 导弹防空第61旅 机械化步兵第112师 轻型机械化步兵第113师 独立陆军航空兵团      | | 1984年，第38军组建集团军化，下辖机械化步兵第112师、步兵第113师、114师，增编独立编入坦克第6师、炮兵第6旅和高炮第61旅；1988年，组建独立直升机大队。1996年，步兵第114师改编为北京军区武警机动师（武警第一一四师），脱离集团军编制系列；1998年后，坦克第6师改编为装甲步兵第6师，高炮第61旅改编为导弹防空第61旅，步兵第113师改编为摩托步兵第113师，独立直升机大队扩编为陆军航空兵团；2003年，摩托步兵第113师改编为轻型机械化步兵第113师                                                                                                   |
| 第三十九军 （陆军第三十九集团军） | 第四野战军 第十四兵团              | 刘震 上将                | 吴法宪 中将                  | 第115师 第116师 第117师 第152师    | 装甲步兵第3师 炮兵第7旅 机械化步兵第116师 轻型机械化步兵第190旅 独立导弹防空旅 独立陆军航空兵团      | | 1984年，第39军集团军化，下辖步兵第115、116、117师，增编坦克第3师、炮兵第7旅和独立高炮旅，步兵第116师改编为机械化步兵第116师。1988年，组建独立直升机大队。1996年，步兵第117师改编为改编为沈阳军区武警机动师（武警第一一七师），脱离集团军编制；1998年后，坦克第3师改编为装甲步兵第3师，独立高炮旅改编为导弹防空旅，步兵第115师改编为摩托步兵第115师，独立直升机大队扩编为陆军航空兵团。原陆军第64集团军裁减撤编，其190师编入第39集团军序列。2003年，步兵第190师改编为轻型机械化步兵第190旅。                                          |
| 第四十军 （陆军第四十集团军）     | 第四野战军 第十二兵团              | 韩先楚 上将              | 罗舜初 中将                  | 第118师 第119师 第120师 第153师    | 装甲步兵第5师 炮兵第11旅 摩托步兵第48旅 摩托步兵第118旅 摩托步兵第119旅 摩托步兵第191师 独立高炮旅   | | 1985年，组建集团军化，下辖步兵第118、119、120师，增编坦克第5师、炮兵第11旅、和独立高炮旅。1996年，步兵第120师改编为沈阳军区武警机动师（武警第一二〇师），脱离第40集团军编制系列。1998年后，步兵第118师改编为摩托步兵第118旅，步兵第119师改编为步兵摩托步兵第119旅，坦克第5师改编为装甲步兵第5师。2003年，原辽宁省军区摩托步兵第191旅编入陆军第40集团军编制系列。 |
| 第四十一军 （陆军第四十一集团军） | 第四野战军 第十四兵团              | 吴克华 中将              | 莫文骅 中将                  | 第121师 第122师 第123师 第154师    | 重装机械化步兵第123师 山地步兵第121旅 机械化步兵第122旅 第15装甲旅 独立炮兵旅 独立防空旅             | | 1985年，组建集团军化，下辖步兵第121、123师，原陆军第55军裁减撤编，其164师编入第41集团军编制系列，增编独立坦克旅、独立炮兵旅和独立高炮旅。1998年后，步兵第164师改编为海军陆战队第164旅，脱离第41集团军编制系列；独立坦克旅改编为装甲步兵旅。2013年，步兵第121师拆分为山地步兵第121旅和机械化步兵122旅。 |
| 第四十二军 （陆军第四十二集团军） | 第四野战军 第十四兵团              | 万毅 中将                | 刘兴元 中将                  | 第124师 第125师 第126师 第155师    | 混编装甲第124师 混编装甲第163师 独立装甲步兵旅 独立炮兵旅 独立导弹防空旅                             | | 1985年，组建第42集团军，下辖步兵第124、126师，原第55军裁减撤编，其第163师编入陆军第42集团军编制系列，增编炮兵第1师、独立坦克旅和独立高炮旅。1996年，第126师改编为广州军区武警机动师（武警第一二六师），脱离第42集团军编制系列。1998年后，独立坦克旅改编为装甲旅坦克旅，独立高炮旅改编为导弹防空旅。 |
| 第四十三军                        | 第四野战军 第十五兵团              | 洪学智 上将              | 赖传珠 上将                  | 第127师 第128师 第129师 第156师    | 已撤                                                                                                 | | 1952年11月，第129师师部与海南岛基地共同组建海军西营基地。1961年8月，43军番号撤销，部队改属海南军区。1968年9月，广州军区重建陆军第43军，辖第127师、第128师、第220师，1969年第220师改称第129师。1981年，武汉军区炮兵第2师，坦克第11师，高炮第63师改隶第43军建制。1985年9月，第43军番号撤消，所属129师番号同时撤消。127师由陆军师改编为摩托化步兵师，划归54集团军建制；原43军高炮团坦克团加入127师建制。128师划归20集团军建制，该称步兵第128师。129师部分部队与坦克11师44团合编成坦克旅，划归54集团军建制。                             |
| 第四十四军                        | 第四野战军 第十五兵团              | 邓华 上将                | 吴富善 中将                  | 第130师 第131师 第132师 第157师    | 已撤                                                                                                 | | 1952年10月，第44军番号撤销，军机关并入中南军区海军机关；第130师和第45军合编为第54军；第131师师部调归海军青岛基地；第132师调归第43军建制。 |
| 第四十五军                        | 第四野战军 第十二兵团              | 黄永胜 上将              | 邱会作 中将                  | 第133师 第134师 第135师 第158师    | 已撤                                                                                                 | | 1952年8月，第133师调第46军建制，10月，第45军军部及第134师（欠一个团）、第135师，与第44军第130师另一个团，合编为中国人民解放军第54军，归中南军区领导。 |
| 第四十六军                        | 第四野战军 第十二兵团              | 詹才芳 中将              | 李中权 少将                  | 第136师 第137师 第138师 第159师    | 已撤                                                                                                 | | 1985年撤销46军。第136师改归第26集团军。第137师撤销。 |
| 第四十七军 （陆军第四十七集团军） | 第四野战军 第十三兵团              | 梁兴初 中将              | 周赤萍 中将                  | 第139师 第140师 第141师 第160师    | 摩托步兵第55旅 摩托步兵第56旅 步兵第139师 炮兵第6旅 独立坦克旅 独立高炮旅                            | | 1985年，第47军组建集团军化，下辖步兵第139、141师，原陆军第19军裁减撤编，其第56师编入第47集团军编制系列，增编炮兵第6旅、独立坦克旅和独立高炮旅。1998年后，步兵第56师改编为摩托步兵第56旅，独立坦克旅改编为装甲旅坦克旅，步兵第141师改编为陕西省军区预备役第141师，脱离集团军编制系列；炮兵第6旅裁减撤编，增编兰州军区炮兵第1旅。2003年，原陆军第21集团军裁减撤编，其摩托步兵第55旅编入第47集团军编制系列。 |
| 第四十八军                        | 第四野战军 第十五兵团              | 贺晋年 少将              | 陈仁麒 中将                  | 第142师 第143师 第144师 第161师    | 已撤                                                                                                 | | 1950年12月，第143师改编为炮兵，另将原第151师改为第143师调归该军建制。1952年3月，第142师改编为公安第11师，第143师调归中南军区荆江分洪工程部队司令部，第144师调归第21兵团。3月15日，第48军军部改为第21兵团兵团部，该军番号撤销。 |
| 第四十九军                        | 第四野战军 第十三兵团              | 钟伟 少将                | 袁升平 中将                  | 第145师 第146师 第147师 第162师    | 已撤                                                                                                 | | 1950年4月，军部与广西军区领导机关合并，所属3个师归广西军区领导，第49军番号撤销。1951年7月15日，以第154师师直为基础又扩建为第49军军部，原辖之3个师归建，原兼各军分区，归广西军区领导。1952年1月，第49军番号又撤销，军部改编为空军第3军军部，第145师编入第21兵团，第146师调归广西军区，第147师改编为公安第12师。 |
| 第五十军                          | 第四野战军直属                     | 曾泽生 中将              | 徐文烈 少将                  | 第148师 第149师 第150师 第167师    | 已撤                                                                                                 | | 1985年12月，第50军番号被撤消，148师被缩编为13集团军炮兵旅，150师被缩编13集团军装甲旅，149师划归13集团军建制。 |
| 第五十一军                        | 第四野战军工兵司令部               | 张轸                     | 杨春圃                       | 第211师 第212师                    | 已撤                                                                                                 | | 1949年5月，国民党军第19兵团于贺胜桥、金口起义，7月被改编为第51军。1950年9月，第51军军部改编为中南军区空军领导机关，第211师与黄冈军分区合编为黄冈军分区兼第211师；第212师与大冶军分区合编为大冶军分区兼第212师，第51军番号撤销。 |
| 第五十二军                        | 第四野战军 第二十一兵团            | 王劲修                   | 杨树根 少将                  | 第214师 第215师 第216师            | 已撤                                                                                                 | | 1949年11月，以陈明仁起义部队一部改编为中国人民解放军第52军。1950年10月，第216师撤销，人员补入第214师、第215师。1951年9月，第52军军部撤销，所属第214、第215师归中国人民解放军第21兵团直辖。 |
| 第五十三军                        | 第四野战军 第二十一兵团            | 彭杰如                   | 王振 少将                    | 第217师 第218师 第219师            | 已撤                                                                                                 | | 1949年11月，以陈明仁起义部队一部改编为中国人民解放军第53军。1950年10月整编，第218师撤销。1951年9月，第53军军部撤销，所辖第217、第219师改归第21兵团直辖。 |
| 第五十四军 （陆军第五十四集团军） | 第四野战军直属                     | 丁盛 少将                | 谢明 少将                    | 第130师 第134师 第135师            | 装甲步兵第11师 轻型机械化步兵第127师 步兵第162师 独立炮兵旅 独立高炮旅                               | | 1985年，组建时，下辖步兵第160（原130师）、162师（原135师），原陆军第43军裁减撤编，其第127师编入第54集团军编制系列，增编独立坦克旅、独立炮兵旅和独立高炮旅。1998年后，步兵第127师改编为轻型机械化步兵第127旅，步兵第160师改编为摩托步兵第160旅，独立坦克旅改编为装甲步兵旅、与第20集团军的装甲步兵第11师对调。2003年，摩托步兵第160旅裁减撤编。 |
| 第五十五军                        | 第四野战军直属                     | 陈明仁 上将              | 王振 少将                    | 第144师 第215师 第219师            | 已撤                                                                                                 | | 1952年10月，第21兵团改编为中国人民解放军第55军。1969年10月215师划归福州军区建制，12月改称陆军第89师。1970年，144师、219师改番号为第163、164师，另组建第165师。1985年10月，第55军番号撤消，第163师转隶陆军第42集团军，第164师改归第41集团军。 |
| 第五十六军                        | 从未组建                           |                          |                              |                                    | | | |
| 第五十七军                        | 从未组建                           |                          |                              |                                    | | | |
| 第五十八军                        | 第四野战军直属                     | 孔庆德 中将              | 方正平 中将                  | 第172师 第173师 第174师            | 已撤                                                                                                 | | 1949年5月，第172师调归湖北军区，另2个师拨归河南军区建制，由军部率领在豫西地区剿匪。1949年9月，军部机关与河南军区机关合并，第58军番号撤销。 |
| 第五十九军                        | 从未组建                           |                          |                              |                                    | | | |
| 第六十军                          | 华北野战军 第十八兵团              | 王新亭 上将              | 王新亭 上将                  | 第178师 第179师 第180师            | 已撤                                                                                                 | | 1951年，第61军181师划归60军建制，第178师脱离60军建制。1964年12月，第180师撤销。1969年12月第181师改称第180师，1985年1月第180师又恢复第181师番号。1985年9月，以陆军第1军为主，陆军第60军与陆军第1军合并整编为陆军第一集团军；将陆军181师、坦克10师调归第1集团军建制；将陆军第179师、60军军直工兵营调归第12集团军建制。将陆军第60军南京干休所、359医院调归江苏省军区建制。撒消60军番号。 |
| 第六十一军                        | 华北野战军 第十八兵团              | 韦杰 中将                | 徐子荣                       | 第181师 第182师 第183师            | 已撤                                                                                                 | | 1950年2月，61军兼川北军区。1951年3月，第181师调归第60军建制，第182师调归第11军建制，第183师编入川北军区所属独立团。1952年7月，61军番号撤销。 |
| 第六十二军                        | 华北野战军 第十八兵团              | 刘忠 中将                | 袁子钦 中将                  | 第184师 第185师 第186师            | 已撤                                                                                                 | | 1950年7月，第186师第556、第557团和第185师第554团调归贵州军区建制。8月，军独立师改编为中国人民解放军西南军区独立第1师，归川西军区领导。1951年2月，第184师第550团、第551团和第185师第553团拨归第10军建制。1952年5月，第184师第552团改编为中国人民解放军公安第21团，第185师第555团和第186师第558团分别改编为西南军区独立第7、第8团。1952年7月，第62军军部改编为西康军区，第62军番号撤销。 |
| 第六十三军                        | 华北野战军 第十九兵团              | 郑维山 中将              | 王宗槐 中将                  | 第187师 第188师 第189师            | 已撤                                                                                                 | | 1985年，组建第63集团军，辖2个摩步师、1个步兵师、1个坦克旅、1个炮兵旅、1个高炮旅、1个工兵团和1个通信团。1996年，步兵第187师改为武警机动师。1998年后，步兵第189师改编为摩步旅，坦克旅改编为装甲旅。原第28集团军裁剪撤编，所属步兵第82旅改归第63集团军建制。2003年12月，第63集团军撤销，部队并入第27集团军。 |
| 第六十四军                        | 华北野战军 第十九兵团              | 曾思玉 中将              | 王昭                         | 第190师 第191师 第192师            | 已撤                                                                                                 | | 1985年组建第64集团军，1998年64军撤销。190师改归第39集团军。第191师，1998年缩编为旅，改归辽宁省军区。第192师，1998年改为辽宁省陆军预备192师。 |
| 第六十五军 （陆军第六十五集团军） | 华北野战军 第十九兵团              | 邱蔚 少将                | 王道邦 中将                  | 第193师 第194师 第195师            | 装甲步兵第1师 摩托步兵第70旅 步兵第193师 摩托步兵第196旅 炮兵第14师 独立高炮旅                       | | 1985年，组建集团军化，下辖步兵第193、194师，原第65军裁减撤编，其第207师编入第65集团军编制系列，增编守备第3、4师、炮兵第14师、独立坦克旅和独立高炮旅。1990年，守备第4师改编为北京军区武警机动师（武警第四师），脱离第65集团军编制。1992年，守备第3师裁减撤编。1998年后，步兵第207师改编为摩托步兵第207旅，原陆军第28集团军裁减撤编，其装甲步兵第7旅编入第65集团军编制系列。2003年，原第24集团军裁减撤编，其装甲步兵第1师、摩托步兵第70、196旅编入陆军第65集团军编制系列；步兵第194师、摩托步兵第207旅、装甲步兵第7旅裁减撤编。        |
| 第六十六军                        | 华北野战军 第二十兵团              | 萧新槐 中将              | 王紫峰 中将                  | 第196师 第197师 第198师            | 已撤                                                                                                 | | 1985年66军撤销。第196师改归天津警备区，1998年缩编为旅，改归第24集团军。第197师撤销，第591团改编为武警河北省总队三支队。第198师撤销，第593团改编为武警交通第二总队七支队。 |
| 第六十七军                        | 华北野战军 第二十兵团              | 韩伟 中将                | 旷伏兆 中将                  | 第199师 第200师 第201师            | 已撤                                                                                                 | | 1985年，组建第67集团军。1998年撤销编制，其所属第199摩托化步兵师和200摩步旅调归第26集团军所辖。 |
| 第六十八军                        | 华北野战军 第二十兵团              | 文年生 中将              | 向仲华 中将                  | 第202师 第203师 第204师            | 已撤                                                                                                 | | 1985年第68军番号撤销。同年8月，该军改编为赤峰守备区（军级），所属各师均改编为守备师。 |
| 第六十九军                        | 华北野战军直属                     | 董其武 上将              | 裴周玉 少将                  | 第205师 第206师 第207师            | 已撤                                                                                                 | | 1949年5月，第69军的番号撤销，此时尚未委派军长政委。第206师及第207师一部组成华北军区独立第25师，第205师及第207师一部组成华北军区独立第206师。1952年12月，第23兵团缩编为第69军，1985年6月撤消。 |
| 第七十军                          | 华北野战军直属                     | 缺                       | 甘渭汉 中将                  | 第209师 第210师                    | 已撤                                                                                                 | | 1949年11月，第70军番号撤消，所辖210师调归第67军改称201师，第209师改编为华北军区独立第207师。12月，第207师机关编入华北军区特种兵司令部。 |
| 西北军区独立第一军                | 西北军区                           | 周祥初                   | 缺                           | 第1师 第2师                        | | | 1949年9月，由在岷县起义的中华民国国军120军173师为主体改编。11月改称西北军区独立第1师并归62军指挥。 |
| 西北军区独立第二军                | 西北军区                           | 马惇靖                   | 甄华 大校                    | 第1师 第2师                        | | | 1949年12月，由在宁夏起义的中华民国国军81军改编。1950年11月番号撤销。 |
| 西北军区独立第三军                | 西北军区                           | 蒋汉诚                   | 黄忠学 少将                  | 第7师 第9师                        | | | 1949年12月，由在甘肃武都起义的中华民国国军119军244、247师改编。1950年9月番号撤销。 |

## 2016年改革前

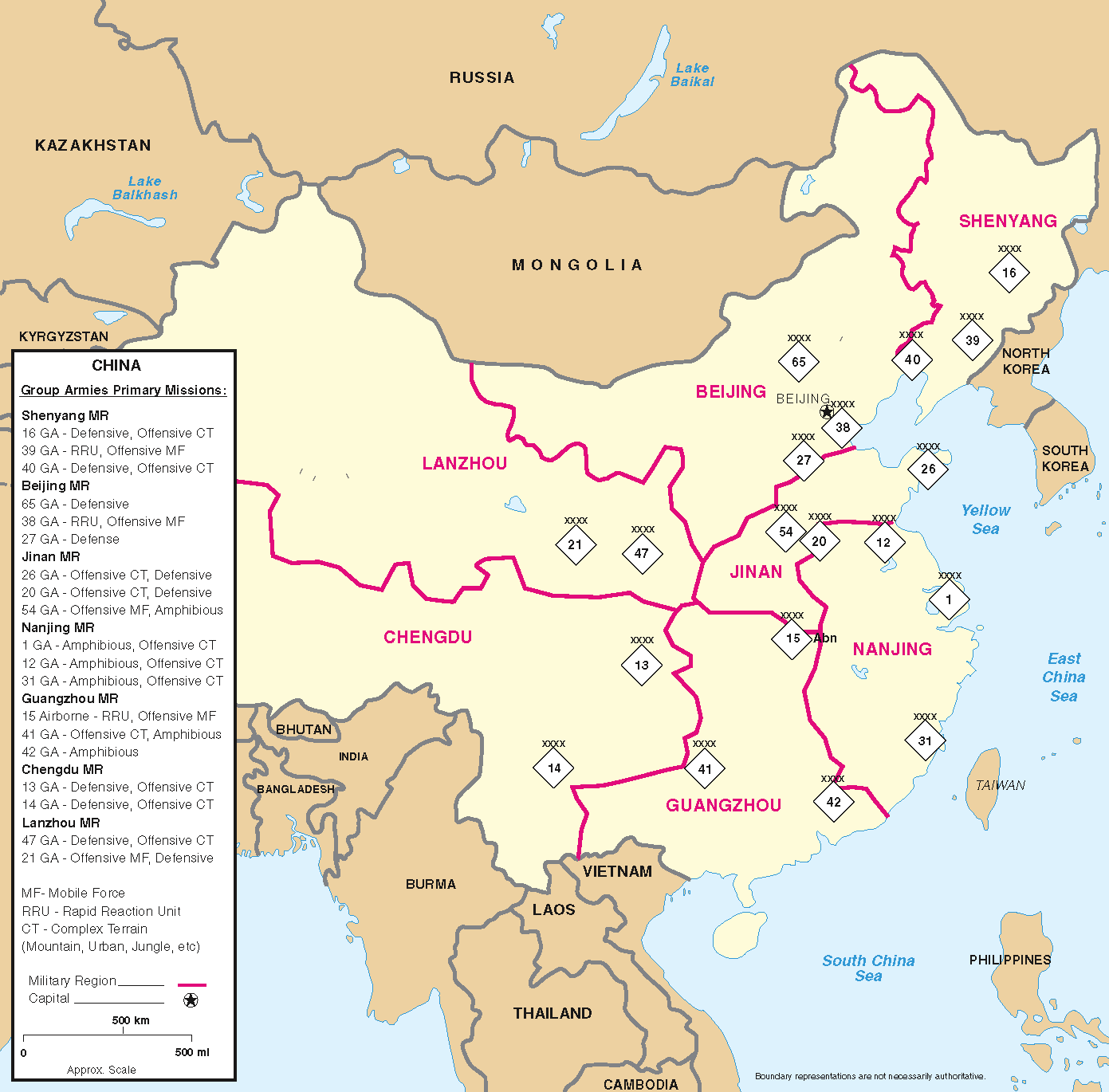
《中国军力报告2006》中的中国军区划分与集团军分布状况

2006年12月29日，新华社受权发布国务院新闻办公室《2006年中国的国防》白皮书，公布中国人民解放军陆军机动作战部队共有18个集团军。
| 军区     | 下属陆军集团军     | 军部驻地   | 集团军下属主要单位 |
| -------- | ------------------ | ---------- | --- |
| 北京军区 | 陆军第二十七集团军 | 河北石家庄 | 摩步第八十旅·摩步第八十二旅·机步第二三五旅·轻装机步第一八八旅·装甲第七旅·炮兵旅·防空旅                                                   |
| 北京军区 | 陆军第三十八集团军 | 河北保定   | 机步第一一二师·轻装机步第一一三师·装甲第六师·炮兵旅·防空旅·陆航第八旅·特战旅                                                             |
| 北京军区 | 陆军第六十五集团军 | 河北张家口 | 轻装机步第一九三旅·机步第一九四旅·机步第一九五旅（蓝军旅）·摩步第七十旅·摩步第一九六旅·炮兵第十四旅·装甲第一旅·高炮旅                    |
| 沈阳军区 | 陆军第十六集团军   | 吉林长春   | 摩步第四十六师·摩步第四十八旅·机步第六十八旅·摩步第六十九旅·装甲第四旅·炮兵第十旅·高炮旅·军直通信团·第二十五工兵团·军教导大队·军司训大队 |
| 沈阳军区 | 陆军第三十九集团军 | 辽宁辽阳   | 机步第一一六师·机步第一一五旅·机步第一九〇旅·机步第二〇二旅·轻装机步第二〇三旅·装甲第三旅·炮兵旅·防空旅·直升机大队                       |
| 沈阳军区 | 陆军第四十集团军   | 辽宁锦州   | 轻装机步第一一八旅·摩步第一一九旅·摩步第一九一旅·机步第二〇四旅（蓝军旅）·装甲第五旅·炮兵第十一旅·高炮旅                                 |
| 济南军区 | 陆军第二十集团军   | 河南开封   | 摩步第五十八旅·摩步第六十旅·装甲第十三旅·炮兵旅·高炮旅                                                                                   |
| 济南军区 | 陆军第二十六集团军 | 山东潍坊   | 七十六预备役师·摩步第七十七旅·一三六预备役师·摩步第一三八旅·装甲第八旅·摩步第一九九旅·机步第二〇〇旅·高炮旅                              |
| 济南军区 | 陆军第五十四集团军 | 河南新乡   | 轻装机步第一二七师·机步第一六〇旅·轻装机步第一六二快反师·装甲第十一旅·炮兵旅·防空旅                                                      |
| 南京军区 | 陆军第一集团军     | 浙江湖州   | 两栖机步第一师·空中机动摩步第三旅·机步第一七八旅·装甲第十旅·炮兵第九旅·远火炮兵第二旅·防空旅                                             |
| 南京军区 | 陆军第十二集团军   | 江苏徐州   | 机步第三十四旅·机步第三十五旅·特战第三十六旅·机步第一七九旅·装甲第二旅·炮兵旅·高炮旅·反坦克团                                            |
| 南京军区 | 陆军第三十一集团军 | 福建厦门   | 摩步第九十一师·摩步第九十二旅·两栖摩步第八十六师·两栖装甲第十四旅·炮兵旅·防空旅                                                          |
| 兰州军区 | 陆军第二十一集团军 | 陕西宝鸡   | 摩步第六十一快反师·机步第六十二旅·特战旅·装甲第十二旅·炮兵旅·防空旅                                                                      |
| 兰州军区 | 陆军第四十七集团军 | 陕西临潼   | 机步第一三九师·摩步第五十五旅·摩步第五十六旅·装甲第九旅·炮兵第一旅·高炮旅                                                                |
| 成都军区 | 陆军第十三集团军   | 重庆       | 摩步第三十七师·山地摩步第一四九师·装甲第十七旅·炮兵旅·防空旅·特战旅·陆航旅                                                               |
| 成都军区 | 陆军第十四集团军   | 云南昆明   | 机步第三十一旅·摩步第三十二旅·丛林摩步第四十旅·机步第四十二旅·炮兵第四旅·装甲第十八旅·高炮旅                                             |
| 广州军区 | 陆军第四十一集团军 | 广西柳州   | 山地摩步第一二一旅·机步第一二二旅·机步第一二三师·装甲第十五旅·防空旅                                                                     |
| 广州军区 | 陆军第四十二集团军 | 广东惠州   | 两栖机步第一二四师·机步第一六三旅·装甲第十六旅·炮兵第一旅·远火炮兵旅·高炮旅                                                              |

- 装甲师包括3个装甲团、1个自行火炮团、1个防空团
- 机步师包括2个装步团、1个装甲团、1个自行火炮团、1个防空团
- 摩步师包括2个摩步团、1个装甲团、1个牵引炮兵团、1个防空团

## 2016年改革后
2016年至2017年，在深化国防和军队改革中，陆军集团军由18个调整组建为13个。2017年4月18日，中共中央总书记、国家主席、中央军委主席习近平在北京八一大楼接见新调整组建的84个军级单位主官，并对各单位发布训令；中共中央政治局委员、中央军委副主席许其亮宣读习近平主席签发的中央军委关于调整组建军兵种部队和省军区系统军级单位的命令、决定。
| 战区陆军     | 下属陆军集团军     | 军部驻地     | 首任军长 | 首任政治委员 | 集团军下属合成旅 | 集团军下属合成旅 | 集团军下属合成旅 | 集团军下属合成旅 | 集团军下属合成旅 | 集团军下属合成旅 | 集团军下属合成旅 |
| ------------ | ------------------ | ------------ | -------- | ------------ | ---------------- | ---------------- | ---------------- | ---------------- | ---------------- | ---------------- | ---------------- |
| 东部战区陆军 | 陆军第七十一集团军 | 江苏徐州     | 王印芳   | 徐德清       | 合成第2旅        | 合成第35旅       | 合成第160旅      | 合成第178旅      | 合成第179旅      | 合成第235旅      |                  |
| 东部战区陆军 | 陆军第七十二集团军 | 浙江湖州     | 朱晓辉   | 王文全       | 合成第5旅        | 合成第10旅       | 合成第34旅       | 合成第85旅       | 合成第90旅       | 合成第124旅      |                  |
| 东部战区陆军 | 陆军第七十三集团军 | 福建厦门     | 胡中强   | 杨 诚        | 合成第3旅        | 合成第14旅       | 合成第86旅       | 合成第91旅       | 合成第92旅       | 合成第145旅      |                  |
| 南部战区陆军 | 陆军第七十四集团军 | 广东惠州     | 徐向华   | 刘洪军       | 合成第1旅        | 合成第16旅       | 合成第125旅      | 合成第132旅      | 合成第154旅      | 合成第163旅      |                  |
| 南部战区陆军 | 陆军第七十五集团军 | 云南昆明     | 公茂栋   | 秦树桐       | 合成第31旅       | 合成第32旅       | 合成第37旅       | 合成第42旅       | 空突第121旅      | 合成第122旅      | 合成第123旅      |
| 西部战区陆军 | 陆军第七十六集团军 | 青海西宁     | 范承才   | 张红兵       | 合成第12旅       | 合成第17旅       | 合成第56旅       | 合成第62旅       | 合成第149旅      | 合成第182旅      |                  |
| 西部战区陆军 | 陆军第七十七集团军 | 四川崇州     | 林火茂   | 李泽华       | 合成第39旅       | 合成第40旅       | 合成第55旅       | 合成第139旅      | 合成第150旅      | 合成第181旅      |                  |
| 北部战区陆军 | 陆军第七十八集团军 | 黑龙江哈尔滨 | 吴亚男   | 郭晓东       | 合成第8旅        | 合成第48旅       | 合成第68旅       | 合成第115旅      | 合成第202旅      | 合成第204旅      |                  |
| 北部战区陆军 | 陆军第七十九集团军 | 辽宁辽阳     | 徐起零   | 余永洪       | 合成第46旅       | 合成第116旅      | 合成第119旅      | 合成第190旅      | 合成第191旅      | 合成第200旅      |                  |
| 北部战区陆军 | 陆军第八十集团军   | 山东潍坊     | 王秀斌   | 朱玉武       | 合成第47旅       | 合成第69旅       | 合成第118旅      | 合成第138旅      | 合成第199旅      | 合成第203旅      |                  |
| 中部战区陆军 | 陆军第八十一集团军 | 河北张家口   | 黄 铭    | 方永祥       | 合成第7旅        | 合成第70旅       | 合成第162旅      | 合成第189旅      | 合成第194旅      | 合成第195旅      |                  |
| 中部战区陆军 | 陆军第八十二集团军 | 河北保定     | 林向阳   | 张孟滨       | 合成第6旅        | 合成第80旅       | 合成第112旅      | 合成第127旅      | 合成第151旅      | 合成第188旅      | 合成第196旅      |
| 中部战区陆军 | 陆军第八十三集团军 | 河南新乡     | 谢增刚   | 卢少平       | 合成第11旅       | 合成第58旅       | 合成第60旅       | 合成第113旅      | 合成第131旅      | 空突第161旅      | 合成第193旅      |

### 引用
1. ↑  . 央广网. 2015年9月5日  [2015年9月8日]. （原始内容存档于2020年8月3日）.
2. ↑  . 新华网. 2016-01-01  [2016-01-02]. （原始内容存档于2016-01-01）.
3. 1 2  . 中华人民共和国国防部. 2017-04-27. （原始内容存档于2020-07-19）.
4. ↑  . 新华网. 2017-04-19. （原始内容存档于2017-05-29）.